# Dicer
Dicer és una ribonucleasa membre de la família de les ARNasa III. És una gran proteïna (>200 kD) monomèrica present en el citoplasma cel·lular. Dicer catalitza el primer pas del mecanisme de RNAi: converteix ARN doble banda (ARNdb o dsRNA) i premicroARN (pre-miARN) en fragments d'ARN d'interferència petits anomenats ARNip (siRNAs i miRNAs) de 20-25 nucleòtids, amb dues bases lliures als extrems 3' hidroxil i un extrem 5' fosfat.
El nom Dicer fou donat per Emily Bernstein, qui fou la primera a demostrar l'activitat catalítica d'ARNdb de l'enzima.
Les enzimes Dicer contenen:
- un domini ATPasa/ARN helicasa a l'extrem N-terminal
- un domini DUF283 de funció desconeguda
- un domini PAZ, responsable del reconeixement dels nucleòtids lliures a l'extrem 3'
- dos dominis catalítics ARNasa III (RIIIa i RIIIb) que constitueixen el centre actiu
- un domini dsRBD (en anglès: double strand RNA binding domain) a l'extrem C-terminal

Cadascun dels dominis ARNasa talla una cadena d'ARN de manera polaritzada: el domini RIIIb talla la cadena ascendent del dsRNA, que conté el 5' fosfat, mentre que el domini RIIIa talla la cadena descendent, que conté l'extrem 3' OH. El domini RIIIa mesura la distància al lloc de tall del dsRNA, potser amb l'ajuda del domini PAZ. Per aquest motiu, el dsRNA es talla a una distància aproximada de 20 parells de bases contades des de l'extrem de la molècula: l'hèlix entre el domini PAZ i el domini RIIIa mesura 65 àngstroms, que corresponen a dues voltes d'hèlix de dsRNA.
1. ↑  «Malalties que s'associen genèticament amb Dicer, vegeu/editeu les referències a wikidata».
2. 1 2 3  GRCh38: Ensembl release 89: ENSG00000100697 - Ensembl, May 2017
3. 1 2 3  GRCm38: Ensembl release 89: ENSMUSG00000041415 – Ensembl, May 2017
4. ↑  «Human PubMed Reference:». National Center for Biotechnology Information, U.S. National Library of Medicine.
5. ↑  «Mouse PubMed Reference:». National Center for Biotechnology Information, U.S. National Library of Medicine.